# Roland Leitinger
Roland Leitinger (* 13. Mai 1991 in St. Johann in Tirol) ist ein ehemaliger österreichischer Skirennläufer, der hauptsächlich im Riesenslalom aktiv war. Er war seit 2010 im Kader des Österreichischen Skiverbandes. Sein größter Erfolg war der Gewinn der Riesenslalom-Silbermedaille bei der Alpinen Skiweltmeisterschaften 2017. Neben dem Alpinen Skisport war er lange als Shortcarver und Firngleiter aktiv.

## Biografie

### Privates
Leitinger stand als Zweijähriger auf der Talwiese in seinem Heimatort Sankt Martin bei Lofer im Salzburger Saalachtal erstmals auf Skiern, sein erstes Rennen bestritt er mit drei. Als Sechsjähriger kam er zum Skiclub seines Heimatortes. Nach der Volksschule in St. Martin und der Hauptschule in Zell am See besuchte er ab 2005 die Skihandelsschule in Schladming. Sein Vater Willi Leitinger ist Geschäftsführer der Bergbahnen Lofer. Im Frühjahr 2022 heiratete er seine Freundin Simone. Im März 2024 wurden sie erstmals Eltern eines Sohnes.

### Jugend
Nach Erreichen des Alterslimits nahm er in der Saison 2006/2007 erstmals an FIS-Rennen teil. Erste Erfolge erzielte er bei den Österreichischen Meisterschaften 2008 in Haus im Ennstal, als er in der Allgemeinen Klasse den zweiten Platz in der Kombination und in seiner Altersklasse Jugend I den dritten Rang im Super-G erreichte.
Neben dem Alpinen Skisport war Leitinger zunächst aber auf kürzeren Skiern im Shortcarving und Firngleiten sehr erfolgreich. Im Shortcarving wurde der damals erst 15-Jährige 2007 nicht nur Österreichischer Meister, sondern in Steinach am Brenner auch Europameister im Vielseitigkeitsbewerb. Nach zwei weiteren Österreichischen Meistertiteln im Slalom 2008 und im Vielseitigkeitsbewerb 2009 gewann er 2010 alle drei Disziplinen (Slalom, Vielseitigkeit, Kombination) bei den Österreichischen Shortcarving-Meisterschaften. Zudem wurde er 2009 und 2010 jeweils dreifacher Österreichischer Jugendmeister. Im Firngleiten gelang ihm 2008 mit dem Staatsmeistertitel im Riesenslalom der erste große Erfolg. 2011 entschied er bei den Österreichischen Meisterschaften in Schruns jeweils alle drei Wettbewerbe (Slalom, Riesenslalom und Kombination) in der Allgemeinen Klasse sowie in der Altersklasse Jugend II für sich.

### Erste Erfolge

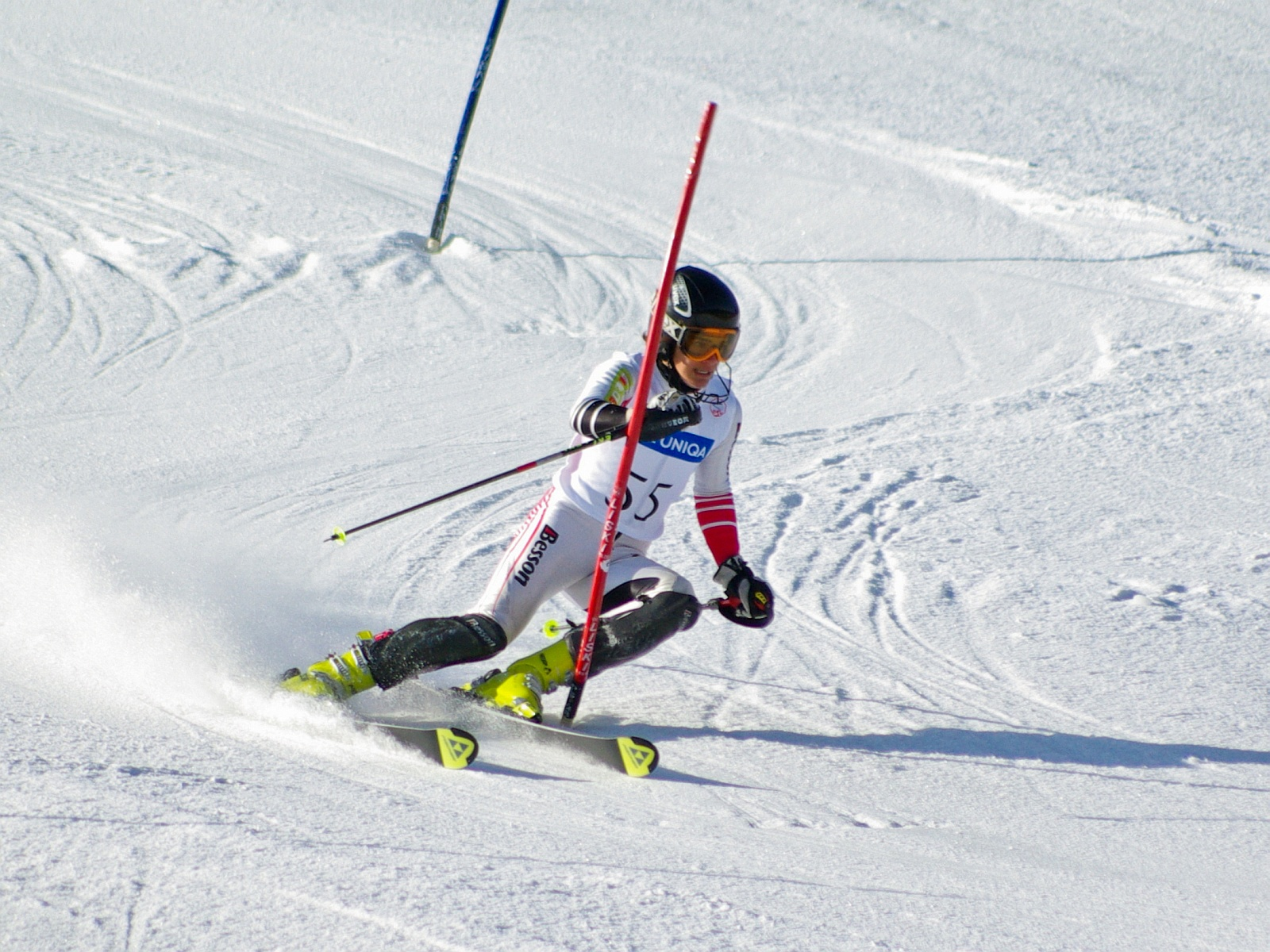
Roland Leitinger im Slalom der Österreichischen Alpinen Skimeisterschaften 2008

Im Alpinen Skisport wurden der Slalom und besonders der Riesenslalom Leitingers stärkste Disziplinen. Nach seinem ersten Sieg in einem FIS-Rennen wurde Leitinger, der zuvor mehrere Jahre dem Salzburger Landeskader angehört hatte, 2010 in den B-Kader des Österreichischen Skiverbandes aufgenommen. Er startet neben FIS-Rennen seither auch im Europacup und erzielte in seiner ersten Saison 2010/11 drei Top-10-Platzierungen – alle im Riesenslalom. Er kam auch bei den Juniorenweltmeisterschaften 2011 in Crans-Montana zum Einsatz, wo er zwar im Slalom und im Super-G ausschied bzw. disqualifiziert wurde, aber im Riesenslalom den vierten Platz erreichte. Nach dieser Leistung durfte Leitinger am 6. Februar 2011 im Riesenslalom von Hinterstoder erstmals im Weltcup starten. Als 38. des ersten Durchganges verpasste er jedoch die Qualifikation für den Finallauf der besten 30. Auch bei seinem zweiten Weltcupstart im Winter 2010/11 im Riesenslalom von Kranjska Gora gelang ihm nicht die Qualifikation für den zweiten Durchgang. Auf nationaler Ebene wurde er 2011 Österreichischer Jugendmeister im Riesenslalom und Dritter bei den Staatsmeisterschaften in dieser Disziplin.
Die Saison 2011/2012 war für Leitinger nach einem Bruch des Sprungbeines, den er im ersten Europacuprennen des Winters am 5. Dezember in Trysil erlitten hatte, schon frühzeitig zu Ende. Auch die folgende Saison musste Leitinger verletzungsbedingt früh beenden, nachdem er am 13. Dezember 2012 beim Training für den Weltcup-Riesenslalom in Alta Badia einen Kreuzbandriss im linken Knie erlitten hatte.
In der Saison 2013/14 konnte sich Roland nach den Verletzungen wieder zurückkämpfen und startete beim Weltcup-Auftakt in Sölden, wo er ausschied, zum dritten Mal im Weltcup. In der darauf folgenden Saison 2014/15 war er in Sölden zum vierten Mal am Start und schaffte als 33. erneut nicht den Sprung in den zweiten Durchgang. Am 21. November 2014 gelangte Leitinger mit dem 3. Platz beim Riesenslalom in Levi zum ersten Mal aufs Europacup-Podium. Bei seinem sechsten Einsatz im Weltcup gewann er in Åre mit dem 21. Platz im Riesenslalom erstmals Weltcuppunkte. Am 26. Jänner 2015 folgte beim Riesenslalom in Lélex sein zweiter Europacup-Podestplatz, womit er sich den Sieg in der Disziplinenwertung sicherte.

### Etablierung in der Weltspitze
Während Leitinger im Slalom der Durchbruch noch nicht gelang und er dort weiterhin im Europacup startet – bestes Ergebnis bisher war ein siebter Platz in Jaun –, gelang ihm in seiner Paradedisziplin Riesenslalom die dauerhafte Etablierung im Alpinen Skiweltcup. Sein bisher bestes Weltcup-Ergebnis erzielte er am 25. Oktober 2015 im Riesenslalom von Sölden, wo er sich mit Laufbestzeit im 2. Durchgang am Ende den 6. Platz mit Henrik Kristoffersen und Felix Neureuther teilte. Beim Weltcup-Riesenslalom in Beaver Creek am 6. Dezember 2015 erreichte er (ebenfalls mit Laufbestzeit im 2. Durchgang) den 10. Platz. In der weiteren Saison konnte er noch vier Mal punkten und beendete die Saison 2015/16 auf dem 24. Platz der RTL-Disziplinenwertung.
Während der Vorbereitung auf die Saison 2016/17 hatte Leitinger mit schweren Rückenproblemen zu kämpfen und musste zwei Monate pausieren. Bis zu den Weltmeisterschaften 2017 in St. Moritz gelang ihm keine Top-Ten-Platzierung, dennoch konnte er sich mit einem 11. Platz in Val-d’Isère und einem 15. Platz beim Riesentorlauf in Alta Badia für die WM qualifizieren. Dort gelang ihm beim WM-Riesentorlauf am 17. Februar 2017 mit dem Gewinn der Silbermedaille hinter seinem Teamkollegen Marcel Hirscher die große Überraschung und das bisher beste Resultat seiner Karriere.
Am 11. Jänner 2018 zog er sich im Training auf der Reiteralm einen Riss des vorderen Kreuzbandes zu und verpasste damit den Rest der Olympiasaison. Die Comeback-Saison 2018/19 verlief mit zwei 23. Plätzen (Alta Badia und Val d' Isere) im Riesentorlauf und einem 28. Rang im Parallel-RTL von Alta Badia weniger erfolgreich. Er qualifizierte sich dennoch für die Weltmeisterschaften 2019 in Åre, wo er im 2. Durchgang ausschied. Zum Abschluss gewann er noch die italienische Meisterschaft in Cortina d’Ampezzo sowie seinen ersten Österreichischen Staatsmeistertitel ex-aquo mit Johannes Strolz, jeweils im Riesentorlauf.
Die Weltcupsaison 2019/20 begann Leitinger aufgrund der schlechten Saison 2018/19 wieder mit einer Startnummer jenseits der 30. Nachdem er in den drei ersten Riesenslaloms jeweils in die Punkteränge gefahren war, gelang ihm am 23. Dezember 2019 mit Platz 3 im Parallel-Riesenslalom von Alta Badia der erste Podestplatz. Beim RTL am Chuenisbärgli in Adelboden gelang ihm mit Laufbestzeit im zweiten Durchgang der Sprung von Rang 27 auf 6, wodurch er sein bestes Karriereergebnis in einem Spezial-Riesentorlauf einstellte. Die Saison beendete Roland auf Platz 17 der RTL-Disziplinenwertung sowie Rang 5 in der Parallelwertung. In der darauf folgenden Saison 2020/21 schaffte er mit den Plätzen 8 und 11 (jeweils Riesenslalom Adelboden) und vier weiteren Platzierungen in den Punkterängen die Qualifikation für die Weltmeisterschaften 2021 in Cortina d’Ampezzo. Zum Auftakt der Saison 2021/22 fuhr er im Riesenslalom von Sölden auf den zweiten Platz. Drei Wochen später erlitt er beim Training einen weiteren Kreuzbandriss und fiel für den Rest des Winters aus.

### Rücktritt
Am 17. Dezember 2023 erklärte er nach dem Riesenslalom in Alta Badia, bei dem er selbst nicht antrat, seinen sofortigen Rücktritt vom Leistungssport. Diesen Entschluss habe Leitinger eine Woche zuvor, nach seinem Ausfall beim Riesentorlauf in Val-d’Isère, gefasst. Hintergrund seien anhaltende körperliche Probleme und ausbleibende Erfolge.

## Erfolge Ski Alpin

### Weltmeisterschaften
- St. Moritz 2017: 2. Riesenslalom
- Cortina d’Ampezzo 2021: 10. Riesenslalom

### Weltcup
- 8 Platzierungen unter den besten zehn, davon 2 Podestplätze

### Weltcupwertungen
| Saison  | Gesamt | Gesamt | Riesenslalom | Riesenslalom | Parallel | Parallel |
| Saison  | Platz  | Punkte | Platz        | Punkte       | Platz    | Punkte   |
| ------- | ------ | ------ | ------------ | ------------ | -------- | -------- |
| 2014/15 | 134.   | 10     | 42.          | 10           | –        | –        |
| 2015/16 | 69.    | 116    | 24.          | 116          | –        | –        |
| 2016/17 | 63.    | 116    | 19.          | 116          | –        | –        |
| 2017/18 | 91.    | 45     | 29.          | 45           | –        | –        |
| 2018/19 | 122.   | 19     | 41.          | 19           | –        | –        |
| 2019/20 | 39.    | 176    | 17.          | 103          | 5.       | 73       |
| 2020/21 | 62.    | 130    | 22.          | 119          | 20.      | 11       |
| 2021/22 | 79.    | 80     | 22.          | 80           | –        | –        |
| 2022/23 | 112.   | 35     | 36.          | 35           | –        | –        |

### Europacup
- Saison 2014/15: 3. Gesamtwertung, 1. Riesenslalomwertung
- 5 Podestplätze

### Juniorenweltmeisterschaften
- Crans-Montana 2011: 4. Riesenslalom

### Weitere Erfolge
- österreichischer Staatsmeister im Riesenslalom 2019
- 12 Siege in FIS-Rennen
- 1 Podestplatz im Nor-Am Cup
- Militär- und Polizeiweltmeisterschaften 2014: 2. Riesenslalom
- Österreichischer Jugendmeister (Jugend II) im Riesenslalom 2011

## Erfolge in weiteren Sportarten

### Shortcarving
- Europameister im Vielseitigkeitsbewerb 2007
- Sechsfacher Österreichischer Meister (Vielseitigkeitsbewerb 2007, 2009 und 2010, Slalom 2008 und 2010, Kombination 2010)
- Sechsfacher Österreichischer Jugendmeister

### Firngleiten
- Fünffacher Österreichischer Staatsmeister (Riesenslalom 2008, 2011 und 2025, Slalom 2011, Kombination 2011)
- Dreifacher Österreichischer Jugendmeister